# 威尔逊宫

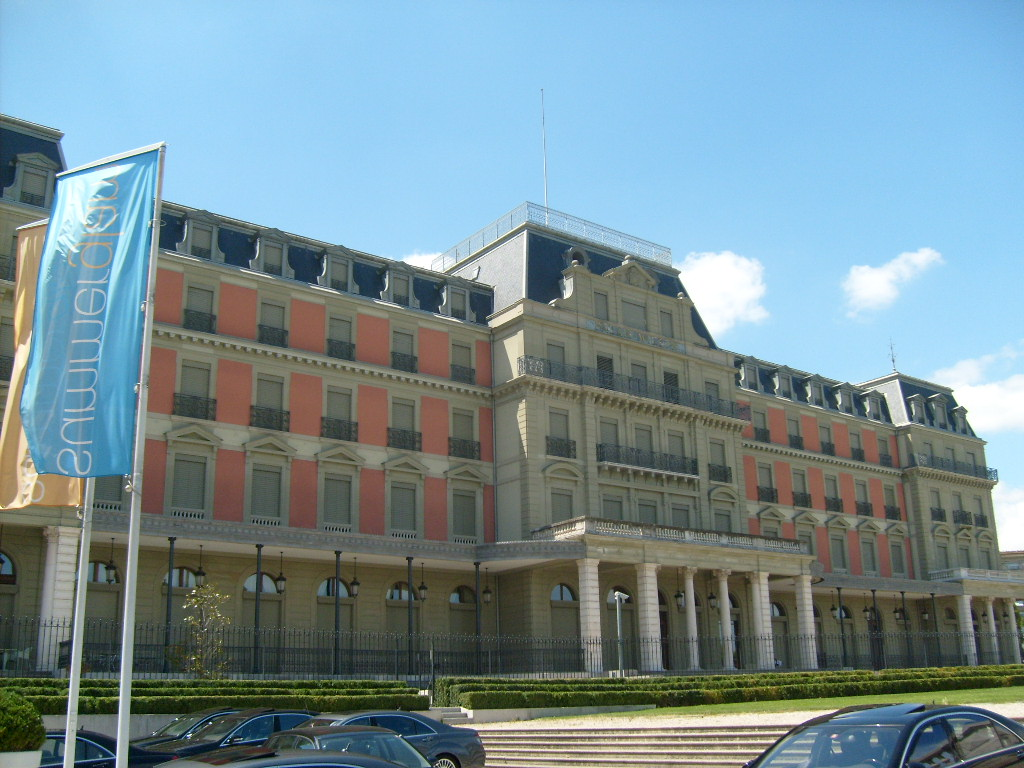
威尔逊宫

46°12′54″N 6°09′04″E / 46.2149°N 6.1510°E
威尔逊宫（法語：Palais Wilson）是瑞士日内瓦的一处建筑，位于莱芒湖北岸，曾是国际联盟的总部，目前是联合国人权事务高级专员办事处（OHCHR）的所在地。威尔逊宫是一座五层建筑，共有225个房间，现已列为国家重要文化财产。
威尔逊宫建于1873至1875年，原为国民旅馆（Hôtel National）。1920年，根据《凡尔赛和约》，国际联盟正式成立，并以此作为办公场所。1924年，为纪念刚刚去世的国联倡议者、美国前总统伍德罗·威尔逊，建筑改名威尔逊宫。1937年，日内瓦万国宫正式投入使用，国联方才迁出。
此后数十年中，威尔逊宫由数个政府部门使用，后来重新成为旅馆。1980年代后期，建筑状况不断恶化，1985年和1987年的两次火灾对建筑结构造成了严重破坏。1993至1998年，瑞士政府和威尔逊旅馆集团公司对建筑进行了全面整修。工程结束后，联合国人权事务高级专员办事处迁入办公。